# Jan de Nijs
Jan de Nijs (* 25. Januar 1958 in Amsterdam) ist ein ehemaliger niederländischer Radrennfahrer und Weltmeister.
Sechsmal wurde Jan de Nijs niederländischer Meister im Radsport, fünfmal nationaler Meister im Steherrennen und einmal im Mannschaftszeitfahren (mit Peter Pieters, Theo Smit, Co Moritz, Ron Snijders und Marco van der Hulst).
Bei den UCI-Bahn-Weltmeisterschaften 1984 in Barcelona wurde de Nijs Weltmeister der Amateur-Steher, hinter Schrittmacher Bruno Walrave.